# John Knyvet (MP por Huntingdonshire)
John Knyvet (1358/9 – 1418), de Mendlesham, Suffolk, foi um membro do Parlamento (MP) inglês por Huntingdonshire em setembro de 1397. Ele era filho de John Knyvet, Lord Chancellor da Inglaterra entre 1372-1377, e pai de um jovem John Knyvett que foi MP por Northamptonshire em 1421.